# Daleko od szosy (powieść)
Daleko od szosy – polska powieść obyczajowa autorstwa Henryka Czarneckiego.
Powieść była gotowa w latach 70. Pierwsze wydanie książki ukazało się w 1979 nakładem Wydawnictwa Łódzkiego. Według informacji prasowej wydrukowana w marcu 1979 powieść przez pierwsze miesiące nie trafiła do księgarń z uwagi na dosłowne potraktowanie tytułu książki w kontekście ówczesnego pominięcia Łodzi przy planowaniu sieci autostrad w Polsce. W późniejszych latach ukazywały się kolejne wydania powieści.
Fabuła powieści została oparta na wydarzeniach autentycznych, a bezpośrednią genezą jej powstania było wypracowanie ucznia w szkole, którego nauczycielem był Henryk Czarnecki. Na podstawie treści powieści został nakręcony serial telewizyjny pod tym samym tytułem z 1976 w reżyserii Zbigniewa Chmielewskiego.

## Treść
Struktura powieści została podzielona na 24 rozdziały.